# سيمون فان دير مير
سيمون فان دير مير (بالهولندية:Simon van der Meer) هو عالم فيزياء هولندي، حاز على جائزة نوبل للفيزياء عام 1984 بالمشاركة مع العالم الإيطالي كارلو روبيا. وكان دور فان دير مير ابتكار طريقة لتبريد معجل البروتونات ومشاركته في اكتشاف بوزون W وZ في معجل مركز البحوث الأوروبي CERN. وكنت قدرة تسريع CERN آنذاك 500 جيجا إلكترون فولت (500.000 مليون إلكترون فولت.
ولد في 24 نوفمبر عام 1925 في مدينة لاهاي بهولندا. وتوفي في 4 مارس 2011 في جنيف بسويسرا.
عمل بعد إتمامه دراسته الجامعية لهندسة الكهرباء لدى شركة فيليبس حتى عام 1956 ثم انتقل إلى مركز البحوث الأوروبي وعمل فيه حيث نال جائزة نوبل للفيزياء وتقاعد عن العمل 1990.

## روابط خارجية
- سيمون فان دير مير على موقع الموسوعة البريطانية (الإنجليزية)
- سيمون فان دير مير على موقع مونزينجر (الألمانية)
- سيمون فان دير مير على موقع إن إن دي بي (الإنجليزية)